# Zuzanna Orłowska
Zuzanna Orłowska, Zuzanna Szabinówna Charytańska (zm. po 1583) – kochanka króla polskiego Zygmunta II Augusta.

## Życiorys
Według relacji dworzanina króla Polski Zygmunta II Augusta, Zuzanna Orłowska miała być nieślubną córką kanonika krakowskiego, jednak źródła urzędowe wskazują, iż jej ojcem był Szymon Szabin Charytański. Jej związek z królem Zygmuntem rozpoczął się po wyjeździe królowej Katarzyny Habsburżanki z Krakowa i trwał siedem lat. Najprawdopodobniej przyczyną rozstania Zuzanny z królem była jej zdrada. Po śmierci władcy Zuzanna Orłowska wyszła za mąż za polskiego szlachcica Piotra Bogatkę, który w 1589 został starostą bielickim. W 1583 Piotr Bogatko zapisał swojej żonie 2400 florenów jako oprawę wiana. Z małżeństwa Zuzanny i Piotra pochodziło czterech synów:
- Jan – łożniczy królewski,
- Mikołaj,
- Piotr – dworzanin królewski,
- Paweł.

Orłowska podejrzewana była o znajomość magii. Wraz ze swoją ciotką, znachorką (guślarką) Korycką, miała zajmować się leczeniem Zygmunta Augusta, a za swoje usługi otrzymywała wysokie wynagrodzenie. Około 1568 otrzymała 800 złotych, kolebkę i kolasę oraz wiele innych cennych przedmiotów wartych 4 tysiące złotych polskich. Podczas kolejnego ataku choroby u władcy Korycka i Orłowska odmówiły mu dalszej pomocy. Zuzanna twierdziła, że to król ją porzucił i zakochał się w Barbarze Giżance. Zgodnie z tym, co zanotował Świętosław Orzelski, skarżyła się, że: Król zwodziciel, z litewskiej i włoskiej krwi zmieszanej pochodzący, z nikim nie postępował szczerze; odpłacając się za wstyd którym mię okrył, chcę mu oddać złe za złe. Podobno też co czwartek używała czarów i sypała groch na rozżarzone węgle, mówiąc: Ten kto mnie porzucił, niech tak się męczy i skwierczy.